# Ascelichthys rhodorus
Ascelichthys rhodorus – gatunek morskiej ryby skorpenokształtnej (Scorpaeniformes) z rodziny głowaczowatych (Cottidae), jedyny przedstawiciel rodzaju Ascelichthys. Występuje w wodach wschodniego Oceanu Spokojnego. Osiąga długość 15 cm. Może przebywać poza wodą, wówczas oddycha powietrzem.